# São Tomé és Príncipe gazdasága
São Tomé és Príncipe Afrika nyugati partjainál, a Guineai-öbölben, az Egyenlítő mentén található São Tomé, illetve Príncipe szigetét magában foglaló független köztársaság. Az elmaradott gazdaságú ország lakosságának nagy része a szegénységi küszöb alatt él. Noha a trópusi éghajlat és a vulkáni talaj kedvező feltételeket biztosít az ültetvényes gazdálkodásnak, csaknem mindenben behozatalra szorul, a kivitel döntő hányadát a kakaóbab teszi ki. Ipara a hazai termények feldolgozására épül, napjainkban a szolgáltatóipar, azon belül is különösen az idegenforgalom van fellendülőben.

## Makrogazdaság
São Tomé és Príncipe a legkevésbé fejlett országok közé tartozik. Gazdasága nagyban függ a helyben termesztett növények (kakaó, kókusz stb.) exportjától, ugyanakkor a fogyasztási és termelési javak legtöbbjében a kivitelt többszörösen meghaladó volumenű behozatalra szorul, folyó fizetési mérlege negatív. Viszonylagos földrajzi elszigeteltsége, az ebből fakadó szállítási nehézségek, a kiaknázható ásványi nyersanyagok hiánya, illetve a szűk belső piac folyamatos gazdasági nehézségek elé állítják a kormányzatot. Az ország 1977 óta tagja a Nemzetközi Valutaalapnak és a Világbanknak. A nemzetközi szervezetek az 1990-es évektől többé-kevésbé rendszeres beruházási hitelt nyújtanak az országnak (2002-ben ennek összege meghaladta a bruttó hazai termék 75%-át), de a megítélt összegek jelentős részét a beruházások elmaradása miatt a kormányzat nem hívhatja le. 1993-ban 254 millió USD-os külső adósságállomány, a GDP 9,6%-át kitevő államháztartási hiány, 20%-os infláció és 40%-os szegénységi küszöb alatt élő populáció jellemezte az ország gazdasági helyzetét. Az 1990-es évek második felében több intézkedést foganatosított a kormányzat az állami bevételek és a gazdaság fellendítésére (üzemanyagárak drasztikus emelése, köztisztiviselői szektor karcsúsítása, bérek befagyasztása, állami tulajdonú vállalatok privatizációja stb.). A gazdasági helyzet átmenetileg javulni látszott, de az 1997-ben kirobbant korrupciós botrány során kiderült, hogy a kormányzat a nemzeti jegybanktól illegálisan kölcsönzött pénzt a költségvetési hiány betömésére. A Nemzetközi Valutaalap és a Világbank a költségvetési fegyelem helyreállítására és pénzügyi reformok bevezetésére ösztönözte az országot. A súlyosan eladósodott országok megsegítésére létrehozott HIPC-program részeseként az ajánlásokat elfogadó São Tomé és Príncipe-i kormány 1999–2002 között fegyelmezett pénzügyi politikát folytatott. Bővítették az adóalapot, új vámtarifarendszert vezettek be, az infrastrukturális és szociális beruházások kivételével megkurtították a költségvetési kiadásokat, feszes monetáris politikával visszafogták az inflációt, valamint a magánberuházásokat ösztönző fokozatos szerkezeti reformokat vezettek be. A 2000-es évek elején azonban a kivitel volumenének 90%-át kitevő kakaóbab világpiaci ára jelentősen visszaesett, ami a reformintézkedések hatását ellensúlyozta. A gazdasági helyzet radikális javulása volt várható az 1990-es években a Guineai-öbölben felfedezett kőolajlelőhelyek kiaknázásától, São Tomé és Príncipe Nigériával és a térségben kutató olajcégekkel kötött szerződése értelmében kiugró bevételre tehetett volna szert. 2007-re azonban világossá vált, hogy a feltárt lelőhelyek nem adnak kereskedelmi minőségű kőolajat, így a szigetország továbbra is kénytelen a realitásokkal szembenézve, nemzetközi segítséggel javítani gazdasági helyzetén.
Az ország közelmúltbeli legfontosabb makrogazdasági és foglalkoztatottsági mutatói az alábbiak:
| Bruttó hazai össztermék / GDP (USD, 2007)                                               | 144 000     |
| Egy főre jutó bruttó hazai össztermék / GDP (USD/fő, 2007)                              | 766,25      |
| Vásárlóerő-paritáson számolt bruttó hazai össztermék / GDP (USD, 2007)                  | 256 000     |
| Vásárlóerő-paritáson számolt egy főre jutó bruttó hazai össztermék / GDP (USD/fő, 2007) | 1282,70     |
| Folyó fizetési mérleg (USD, 2007)                                                       | -55 000 000 |
| Folyó fizetési mérleg a GDP százalékában (%, 2007)                                      | -42,52      |
| Fogyasztói árindex (%, 2000, 100% = 1996)                                               | 301,6       |
| Termelői árindex (%)                                                                    |             |
| Nettó külföldi adósság (USD, 2002)                                                      | 318 000 000 |
| STD/USD középárfolyam (%, 2005)                                                         | 10 577,97   |
| Inflációs ráta (%, 2007)                                                                | 18          |
| Munkanélküliségi ráta (%, 2000)                                                         | 14,4        |
| Szegénységi küszöb alatt élő lakosság részaránya (%, 2004)                              | 54          |
| Humán fejlettségi index / HDI (2003)                                                    | 0,604       |

## Külkereskedelem
Az 1970-es–1980-as években a gazdaság és a külkereskedelem legerősebb ágazata a nyugati országok felé irányuló kakaóimport volt, de a marxista-leninista berendezkedésű állam számottevő gazdasági kapcsolatokat ápolt a szocialista blokk országaival, különösen a Szovjetunióval és Angolával is. 2004-ben a kávébab exportja tette ki a teljes exportvolumen 93%-át, a mezőgazdasági kivitel 94,8%-át, a kókuszzsír és a kopra (1,9%), valamint a pálmaolaj (1,4%) mellett. A kivitel volumenének nyolc-tízszeresét elérő behozatal 30%-át élelmiszeripari cikkek, 21%-át termelési eszközök, 11%-át kőolajipari termékek teszik ki. 2000-ben az ország legfőbb külkereskedelmi partnerei az alábbiak voltak:
| Ország        | Kivitel (USD, 2000) | Behozatal (USD, 2000) |
| ------------- | ------------------- | --------------------- |
| Portugália    | 9 300 000           | 300 000               |
| Hollandia     | n. a.               | 1 800 000             |
| Angola        | 2 900 000           | n. a.                 |
| Japán         | 2 400 000           | n. a.                 |
| Belgium       | 1 900 000           | n. a.                 |
| Franciaország | 1 700 000           | n. a.                 |
| Gabon         | 700 000             | n. a.                 |
| Németország   | 100 000             | n. a.                 |

## Gazdasági ágazatok
São Tomé és Príncipe – köszönhetően a kedvező adottságú, termékeny vulkáni talajnak, valamint a csapadékban bő trópusi éghajlatnak – hagyományosan ültetvényes gazdálkodáson alapuló agrárország. Az elmúlt évtizedekben azonban radikális szerkezetváltás zajlott le az országban, a mezőgazdaság jelentősége visszaszorulóban van, az ipari és a szolgáltatások lassú növekedésével párhuzamosan. 2007-ben a GDP 14,9%-át a mezőgazdaság (1999: 25%), 14%-át az ipar (1999: 10%), 71%-át a szolgáltatások (1999: 65%) adták.

### Mezőgazdaság
Az ország területének 48,96%-a áll folyamatos mezőgazdasági művelés alatt (2003), ennek megoszlása: 39,63% ültetvény, 8,33% szántó és kert, 1,0% legelő.
A szigeteken több évszázados hagyományai vannak a cukornád-, kakaóbab-, kávé- és kókuszdió-termesztésnek. Az ültetvények és a termőterületek 1975–1991 között túlnyomó részben állami tulajdonban voltak. Az 1993 után lezajlott földreform eredményeként a tizenöt állami gazdaság nagy részét feloszlatták, földjét felosztották. 2002-ig 57 605 ha-nyi területhez jutott közel tízezer családi gazdaság. Ezek közül mindössze 170 család vett át művelésre viszonylag nagyobb, 10–250 ha-os földterületet, a fennmaradó kis családi gazdaságoknak 10 ha alatti földek jutottak. A földosztás nem járt együtt a mezőgazdasági géppark korszerűsítésével, ráadásul a korrupció átszőtte országban a növénytermesztéshez nem értő politikusok, tisztviselők és kereskedők is nagy földterületekhez jutottak. Az állam emellett nem biztosította az export feltételeit és nem segített a termelési szerkezet összehangolásában, így 2001-ben több terményből (banán, paradicsom stb.) túltermelés lépett fel. Az egyébként is kis vásárlóerőt képviselő helyi piacon a mezőgazdasági termények árai drasztikusan csökkentek, földművesek százai mentek tönkre, miután képtelenek voltak visszafizetni az állami hiteleket. A Nemzetközi Mezőgazdasági Fejlesztési Alap (IFAD) finanszírozta 13 millió USD-os, 2002-ben indult tizenkét éves program a São Tomé és Príncipe-i kisgazdaságok felzárkóztatása.
A földművelés legfontosabb terménye a kakaóbab. Noha az 1970-es évek óta az ültetvények kakaócserje-állománya elöregedett, a kártevők elleni védekezés elégtelen, a terméshozam és a kakaó világpiaci ára visszaesett, napjainkban is a kakaó adja az ország kivitelének 90%-át. A 25 ezer ha-nyi területet elfoglaló kakaócserje-ültetvények 2002-ben 4000 tonna kakaóbabot termettek, s ebből 3800 tonna került exportra. További jelentős mezőgazdasági termények a kávé (20 t, 2001), az olajpálma termése (40 000 t, 2002), a kókuszdió és termékei (kókuszzsír, kopra; 26 600 t, 2002), a tárógyökér (28 000 t, 2004), a banán (28 000 t, 2004), a főzőbanán és más citrusfélék. A mezőgazdasági kivitel sajátos szegmensét képviseli a 2003-ban alapított Flora Speciosa cég trópusivirág-exportja. A belső piac ellátására a fentieken kívül termesztenek még kenyérgyümölcsöt, kasszavát, édesburgonyát és egyéb zöldségféléket. Az ország azonban élelmiszeripari cikkek tekintetében is behozatalra szorul, különösen annak betudhatóan, hogy a hagyományos kenyérgabona-félék nem teremnek meg a szigeteken.
Az állattenyésztés kevésbé jelentős. Nagy hagyományai vannak a sertéstartásnak, de a sertéspestis időről időre megtizedeli az állományt. 1996-ban még több mint 25 ezer sertést tartottak nyilván az országban (264 t húshaszonnal), de a legutóbbi, 2001. évi pestist követően az állomány 2200-ra csökkent. Számottevő a baromfitartás (592 t hús, 2 millió db tojás, 2001), a szarvasmarha- (4100 db, 2001), a kecske- (4800 db, 2001) és a juhtartás (2600 db, 2001). A halászat az 1970-es–1980-as években a második legjelentősebb, exportorientált gazdasági ágazat volt, a São Tomé és Príncipe-i és az angolai felségvizeken folyó halászat az évi 2500 t-t is elérte. A demokratikus fordulatot követően a halászat szerkezete is megváltozott: a kettő, részben állami tulajdonban lévő vállalat mellett 1998-ban közel 3000 helyi halász 2000 hajón halászta a környező vizeket, emellett az Európai Unióval kötött egyezség értelmében európai halászhajók évi 8500 t tonhal halászatára jogosultak. A halászati jogért cserébe befolyt összeget a kormányzat korszerű hűtőházak létesítésére és a nemzetközi kereskedelmi követelményeknek megfelelő halkonzervgyártás fejlesztésére szánja.
Az ország területének 29%-át védelem alatt álló esőerdők foglalják el (São Tomén 245 km², Príncipén 45 km²). Az erdőgazdálkodás ezekre nem, csak az egykori ültetvények helyét elfoglaló, mintegy 300 km²-nyi másodlagos erdők, illetve a 320 km²-nyi szavannaerdők, ligetek-cserjések gazdasági haszonvételére szorítkozik. Az éves fakitermelés volumene évenként 70–105 ezer m³ épületfa, illetve 43–65 ezer m³ tűzifa.

### Bányászat és ipar
A két sziget ásványkincsekben szegény, mindössze néhány külszíni agyag- és kőbánya üzemel a helyi építőipar szolgálatában. A gazdasági helyzet radikális javulása volt várható az 1990-es években a Guineai-öbölben felfedezett kőolaj- és földgázlelőhelyek kiaknázásától. A Nigériával 2000–2001-ben kötött államközi egyezmények értelmében kialakítottak egy közös kezelésű fejlesztési területet (Joint Development Zone), s megállapodtak, hogy az ott felszínre hozott ásványi nyersanyag utáni profit 40%-a São Tomé és Príncipét illeti. A kormányzat hasonló értelmű szerződéseket kötött a térségben kutatófúrásokat végző norvégiai Petroleum Geo-Services és az amerikai ERHC Energy, illetve ExxonMobil cégekkel. 2007 januárjában azonban bejelentették, hogy az előző év májusában felszínre hozott kőolaj nem kereskedelmi minőségű, így a termelést leállították.
Az ország villamosenergia-szükséglete 2006-ban 16 740 000 kWh volt, 2003-as adatok szerint ennek 60%-át vízenergia hasznosításával, 40%-át hőerőművekben állítják elő. Minthogy az ország a kőolajszármazékok behozatalára szorul, gyakoriak az áramszünetek. Príncipe szigetén 2002-ben építették ki az első, 12 km-es villamosenergia-hálózatot.
Az ipart jobbára a mezőgazdasági termények feldolgozására szakosodott könnyűipar képviseli, ezek közül a legjelentősebbek az élelmiszeripar (konzervgyártás, pálmaolaj-sajtolás, hús- és halfeldolgozás, sörgyártás), a faipar, a textilipar és a vegyipart képviselő szappangyártás.

### Szolgáltatások
Az idegenforgalom jelentősége egyre nagyobb az országban, s a kormányzat infrastrukturális beruházásokkal támogatja a szektor növekedését. Az első korszerű szálloda még 1986-ban nyílt meg 50 szálláshellyel, amelyet azóta további beruházások követtek. A tenger, főleg a horgászat és a búvárkodás szerelmeseit fogadó luxusszállodák, luxusbungalók nyíltak a környező lakatlan szigeteken, valamint São Tomé szigetén. Noha a szektor jelentősége növekedőben van, az eredmények egyelőre szerények: 2001-ben 7569 külföldi érkezett az országba (összehasonlításul: 1998-ban 5584). 2001-ben a legtöbb turista Európából (Portugália, 24,9%; Franciaország, 16,3%; Spanyolország, 3,7%), nyugat-afrikai országokból (Angola, 8,7%; Nigéria, 6,2%; Gabon, 4,9%; Zöld-foki Köztársaság, 2,4%) és az Amerikai Egyesült Államokból (4,4%) érkezett.

## Közlekedés
Az ország 218 km-es közúthálózatának minősége az 1975-ös függetlenné válás után gyorsan romlásnak indult. Az 1990-es években nemzetközi segítséggel több utat felújítottak, és több pormentesített, aszfaltozott útvonalat létesítettek. 1999-ben a közutak hossza elérte a 320 km-t, ennek 68%-a aszfaltozott volt. A regisztrált személygépkocsik száma 2000-ben 4040, a tehergépkocsiké 1540 volt. A szigetországban vasútvonalak nincsenek. Az ország 2002 végén alapított kereskedelmi flottája 49 tengerjáró hajóból áll, együttes kapacitásuk 86 116 BRT. A miniállam két repülőtérrel rendelkezik: a nemzetközi és belföldi személy- és teherforgalmat lebonyolító São Tomé-i nemzetközi repülőtérrel, illetve a két sziget közötti járatokat kiszolgáló Príncipei repülőtérrel. A szigetország korábbi, 1993-ban alapított légitársasága, az Air São Tomé and Príncipe 2006-ban – miután légi szerencsétlenségben elveszítette egyetlen gépét – megszűnt. A 2002-ben – portugál és francia érdekeltségű – STP Airways állandó járatokat üzemeltet São Tomé és Lisszabon között, emellett a gaboni Libreville-be is közlekednek járatok. 1999-ben a légiutas-kilométerek száma elérte a 13 milliót, s közel 34 ezer utas fordult meg a szigetország repülőterein.

## Hírközlés, telekommunikáció
1990-ben portugál tulajdoni többséggel alakult meg a szigetország első hírközlési cége, a Companhia Santomense de Telecomunicações (CST), amely a 2000-es évekig monopolhelyzetben volt a hírközlési piacon. A CST 1997-ben indította el az internetszolgáltatást, 1999-ben kiépítette a digitális hírközlési hálózatot, 2002-ben pedig a mobiltelefon-hálózatot. A mobiltelefon-használók száma már ez év végén elérte az 1200-at, a földi telefonvonalaké az 5400-at, az internethasználóké a 9 ezret. 1992-ben létesítette a sziget első, 25 millió nyugat-afrikait kiszolgáló pinheirai rádió-irányadó állomását az amerikai Voice of America, amely a költségvetésnek 210 ezer USD bevételt jelent évente. 1995-ben kezdte meg a rádiós-televíziós műsorszórást a szigeteken a portugál Rádio Televisão Portuguese Internacional, de az elmúlt években több más rádiócsatorna is megkezdte a működését, köztük a helyi püspökség adója. 1997-ben 38 ezer rádió- és 23 ezer televíziókészüléket tartottak nyilván az országban.